# Kultura v Třebíči

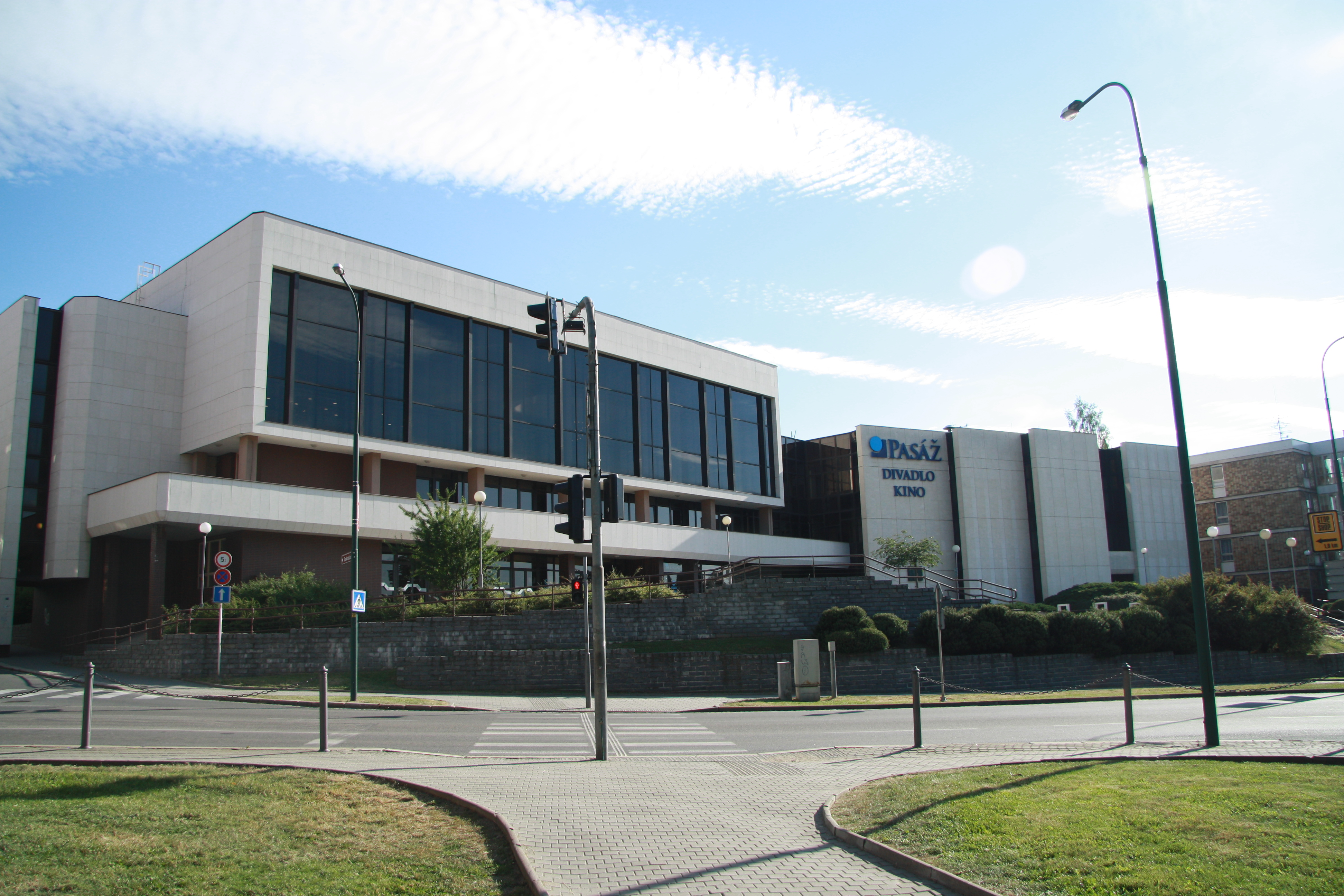
Divadlo Pasáž na Masarykově náměstí v Třebíči

Kultura v Třebíči je článkem, který se zabývá kulturou a kulturními spolky v Třebíči.
V Třebíči se o uspokojení potřeb obyvatelstva v oblasti kulturního a společenského života stará příspěvková organizace města Třebíče Městské kulturní středisko (jinak také MKS). Městské kulturní středisko provozuje některé z kulturních organizací ve městě, např. kino Pasáž, Národní dům s Galerií Franta, Zadní synagogu, Fórum, Klub Hájek, Divadlo Pasáž, Malovaný dům, Galerii Ladislava Nováka a Městskou věž.

## Městské kulturní středisko
V Třebíči pod městem Třebíč funguje Městské kulturní středisko (dále MKS), tj. příspěvková organizace, která má za cíl uspokojení potřeb obyvatelstva v oblasti kulturního a společenského života. MKS provozuje některé z kulturních organizací ve městě, např. kino Pasáž, Národní dům s Galerií Franta, Zadní synagogu, Fórum, Klub Hájek, Divadlo Pasáž, Malovaný dům, Galerii Ladislava Nováka a Městskou věž.

## Divadlo a hudební produkce
Kulturní vyžití v Třebíči zajišťuje Divadlo Pasáž na Masarykově náměstí, kino Pasáž a Národní dům. Třebaže součástí kongresového centra Pasáže je i divadelní infrastruktura, stálou profesionální scénu Třebíč nemá. V Třebíči byla roku 1940 založena a zahájila svou činnost profesionální scéna Horáckého divadla, po válce (1945) přesunutého do Jihlavy, dnes příspěvkové organizace Kraje Vysočina.
Hudební produkce jsou zajišťovány v prostorách Národního domu na Karlově náměstí, v sálech kulturního zařízení Fórum, na Karlově náměstí a v několika hudebních klubech jako Béčko, Paradise (dříve Ponorka, Florida, Black&White, Golem, Level), Club-R (dříve Roxy), Znojemka či v nedaleké cihelně, kde se nachází klub Cihelna, a některých menších klubech.
V roce 2018 byl slavnostně ukončen provoz klubu B, tj. Béčka, kdy se z klubu měl stát putovní klub bez stálých prostor.

## Festivaly

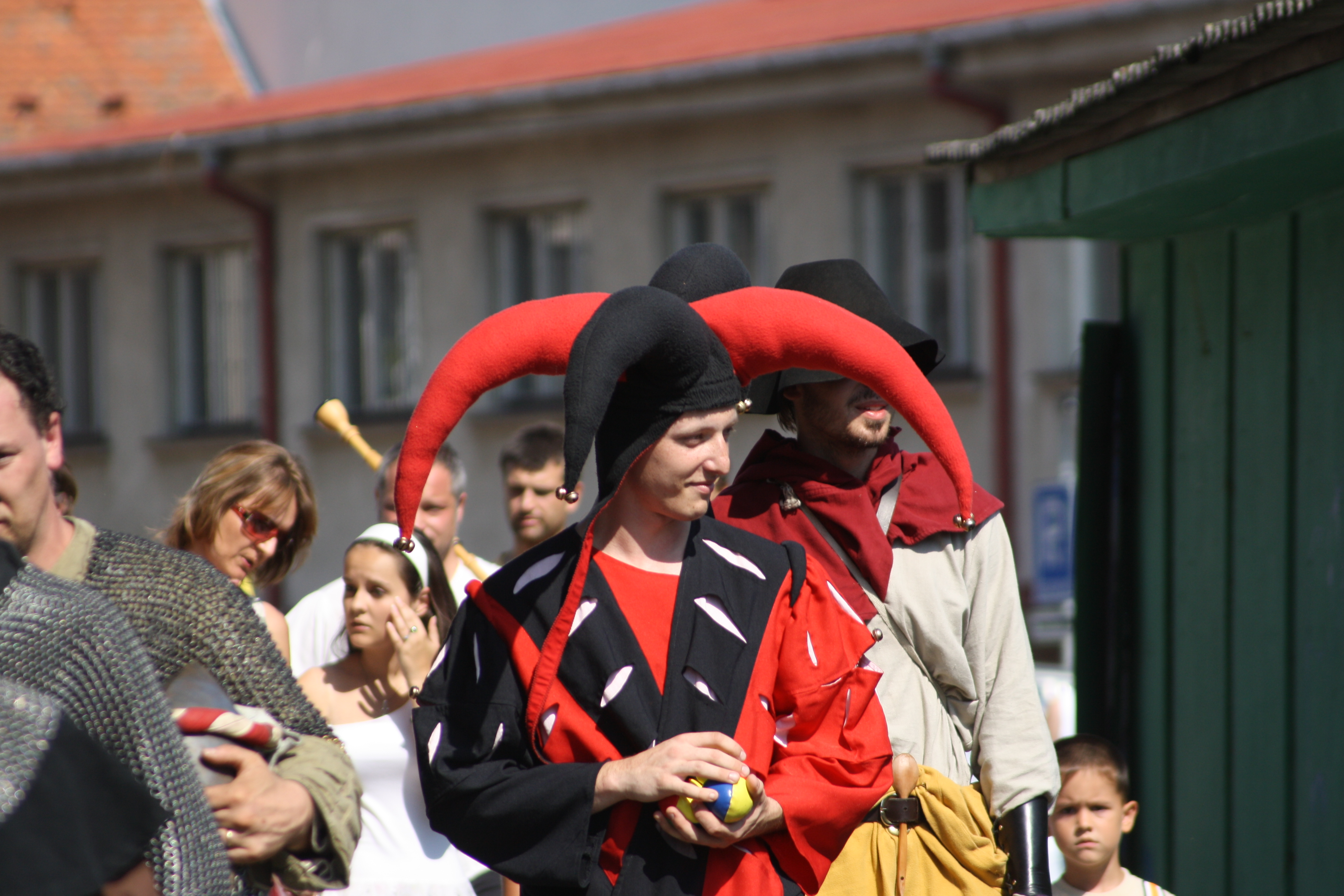
Průvod oslav vstupu města Třebíče do seznamu kulturního dědictví UNESCO v roce 2009

V Třebíči se pořádají různé tradiční i mimořádné kulturní akce. Jsou to každoročně konaný hudební festival Zámostí, jež od roku 1997 probíhá v červnu na říční Nivě, první ročník festivalu se ovšem odehrával v budově Subakovy koželužny v židovském městě. V rámci navazování na židovskou tradici města se v Třebíči konal od roku 2003 pod patronací Arnošta Lustiga festival židovských tradic Šamajim, v roce 2008 došlo k přejmenování na Třebíčský židovský festival, současně s přejmenováním proběhla i změna patrona, kterým se stal Arnošt Goldflam.
Od roku 2009 se před letními prázdninami koná i festival Country hudby a tanců – Country fest, od roku 2003 se v Třebíči pořádal i festival etnické hudby a kultury Třebíčský Zvonek a od roku 1998 i folklorní slavnosti s názvem Třebíčské Bramborobraní, jejichž název se v roce 2009 změnil na Folklórní slavnosti. Od roku 2018 pak je v Třebíči organizováno i Třebíčské vinobraní.
Od roku 2003 v Třebíči probíhá divadelní festival malých souborů pod názvem Festival divadla 2–3–4 herců, Třebíč je také městem, kde se odehrává část festivalu klasické hudby Concentus Moraviae. Od roku 2006 je v Třebíči každoročně Třebíčský operní festival. V souvislosti se zařazením židovských památek a baziliky se ve městě pořádají středověké slavnosti s průvodem historických postav a středověkými slavnostmi, po roce 2010 byly nazvány Slavnosti tří kápí. Od roku 2012 se v Třebíči uskutečnilo několik ročníků festivalu Flaming Nights.
Od roku 2016 se v areálu říčních lázní na tzv. Polance koná festival hudby pod názvem Polanka Fest. V roce 2020 se v Třebíči bude konat nový festival Třebíčská celta, po deseti letech se do Třebíče vrátí folkový festival. V roce 2020 se měly konat tradiční Slavnosti tří kápí, ty nakonec byly zrušeny kvůli karanténním opatřením. Místo slavností tří kápí se konaly Městské slavnosti na různých místech Třebíče.

## Muzea

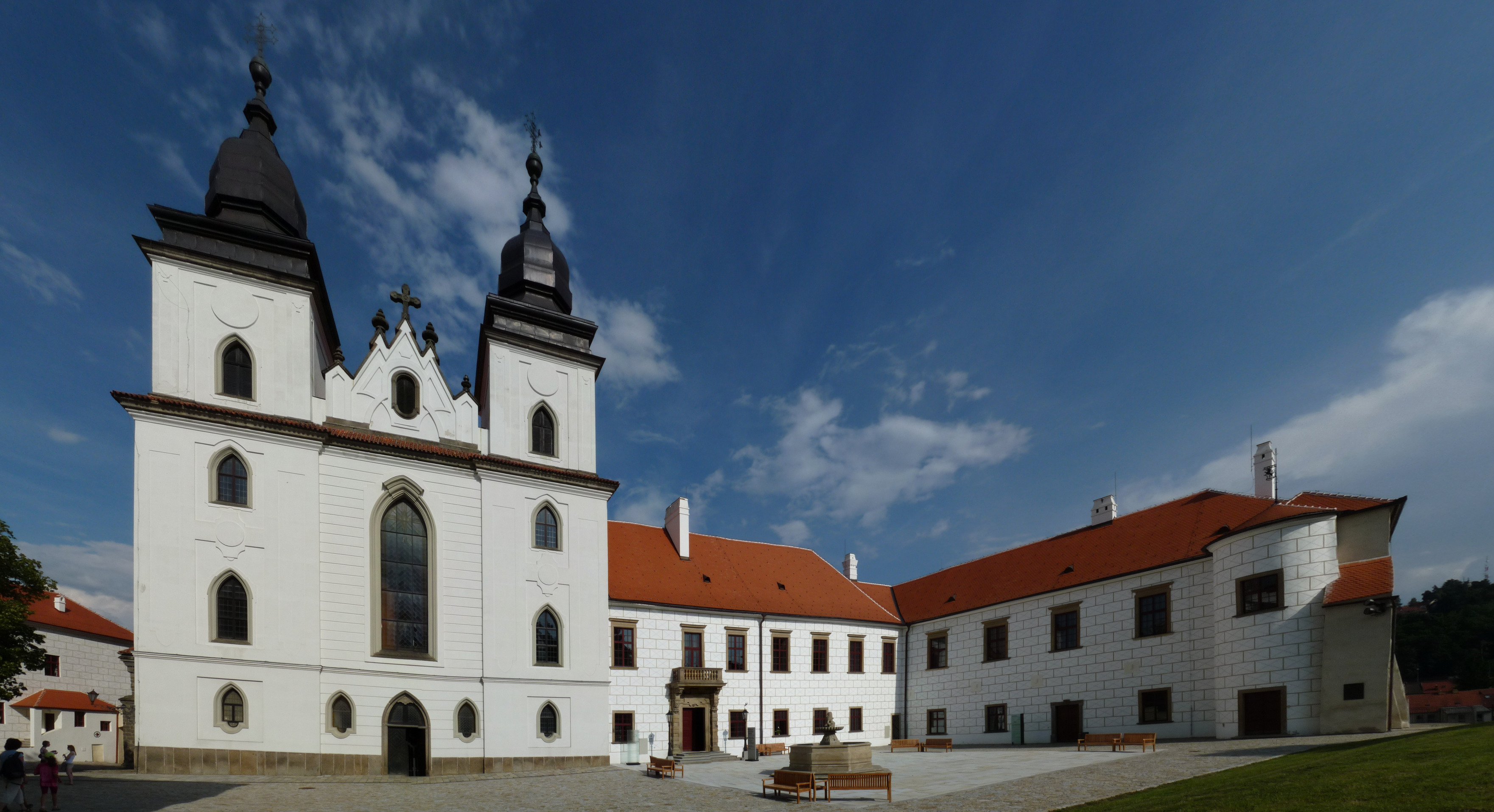
Budova zámku v Třebíči

Ve městě se nachází i Muzeum Vysočiny Třebíč, které se nachází v prostorách bývalého zámku, Galerie Malovaný dům v Malovaném domě a galerie v Zadní synagoze, výstavy se konají i v kulturním centru náležícím k divadlu Pasáž. V roce 2002 byla v Zámostí otevřena stálá výstava, která je věnována třebíčskému spisovateli Ladislavu Novákovi. Některá jeho díla jsou vystavena i ve vinárně Ráchel, která se také nachází v židovské čtvrti. V roce 2014 byla slavnostně otevřena výstava třebíčského rodáka Františka Mertla, řečeného Franty. Součástí průmyslové školy je i Muzeum staré zemědělské techniky.
V roce 2015 bylo v červnu ve městě na místě bývalé mazutové kotelny v areálu bývalé obuvnické továrny BOPO otevřeno ekotechnické centrum Alternátor, které obsahuje několik expozic o technice, ekologii a energetice. Součástí centra je i tzv. projekční koule a expozice o historii průmyslu v Třebíči. Při otevření centra 29. června bylo na budovu centra promítáno videomappingem úvodní video. Kraj Vysočina uvedl, že v místě někdejšího Šmeralova domu by mohlo vzniknout Centrum tradiční lidové kultury. Muzeum Vysočiny by mělo být zřizovatelem tohoto centra. To nastalo v roce 2019. V roce 2018 bude v Galerii Předsálí v Národním domě probíhat výstava o událostech v roce 1968 v Třebíči.

## Kulturní spolky

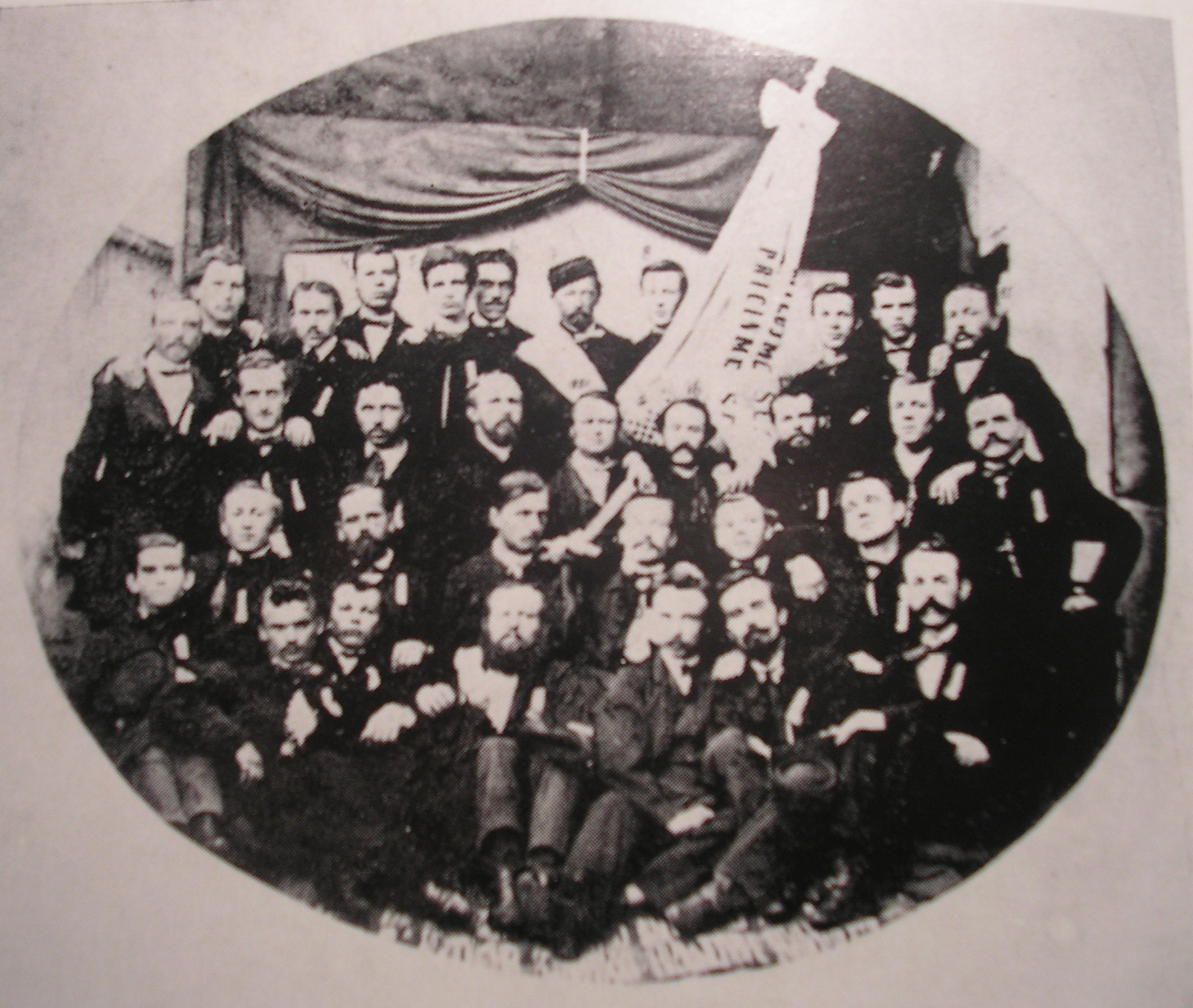
Členové Měšťanské besedy okolo roku 1900

Nejstarším českým spolkem v Třebíči byla Měšťanská beseda, založená dr. Janem Miloslavem Hanělem roku 1848 a následně obnovená roku 1860. V pozdějších dobách vznikly ještě:
- roku 1866 Spolek kat. tovaryšů
- roku 1869 Dobrovolný hasičský sbor
- roku 1873 Politický spolek
- roku 1875 Dívčí pěvecká jednota „Vesna“
- roku 1880 Řemeslnická beseda, Tělocvičná hasičská jednota, Hospodářský spolek
- roku 1886 Spolek pro zakládání knihoven
- roku 1887 Dělnická beseda.

Po roce 1890 byli ještě založeny: Vzdělávací beseda „Palacký“, politický spolek Pokrok, Sportovní klub, Bruslařský klub, Spolek soukromých úředníků, Československá obchodní beseda, zpěvácký spolek Lumír, Musejní spolek (1898), Průmyslové museum, Spolek katolických dělníků, Katolicko-politická jednota, Akademický feriální klub, Umělecká besídka, Dělnický spolek Sušil a mnoho dalších spolků, převážně loterních a podporovacích.
Na přelomu roku 1933 a 1934 vzniká Dramatický kroužek Baťových zaměstnanců Borovina.

## Městská knihovna v Třebíči
První knihovna v Třebíči byla založena Spolkem pro zakládání knihoven 6. dubna 1885, zakladateli byli Alois Grimmich, Jan Pochop a František Doležel. Prvním působištěm knihovny byla malá místnost v budově německé školy na Hasskově ulici. Až do roku 1919 se knihovna jmenovala Knihovna pro lid, po tomto roce byla předána z rukou spolku do rukou města a přejmenována na Husovu veřejnou knihovnu. Později knihovna začala i vydávat časopis Čtenář a po sametové revoluci byla přejmenována na Městskou knihovnu v Třebíči.

## Skauting v Třebíči
Kulturu v Třebíči podporují též třebíčští skauti, kteří zde působí od roku 1923 a u jejich zrodu stálo několik významných osobností. Dnes v Třebíči funguje dohromady 10 oddílů skautů vodních i pozemních a ke své činnosti využívá několik budov rozmístěných po celém městě, jsou sdruženy ve dvou střediscích. Pozemní skauti fungují pod střediskem s názvem Srdíčko a vodní pod střediskem s názvem Žlutá ponorka. Obě střediska mají delší historii a spoustu tradičních akcí.
O tradici Junáka v Třebíči svědčí i to, že v rámci otevření nového divadla Pasáž v Třebíči byl jako první velká akce ve dnech 18. až 20. února 2005 prezentován XI. valný sněm Junáka. V několika sálech divadla, ve foyer i v dalších místech v Třebíči se jednalo o budoucnosti skautingu a mimo jiné o tzv. Chartě českého skautingu.

## Útulek pro psy
V Třebíči do 1. července 2015 fungoval útulek pro psy Archivováno 19. 4. 2019 na Wayback Machine. pod patronací Ligy pro ochranu zvířat, od té doby je provozován městskou policií, nejpozději od 15. června 2017 jej musí provozovat nový provozovatel či město v nových prostorech na Hrotovické ulici, neboť původní prostory je nutné vyklidit a předat novému majiteli. Stavba nového útulku začala 15. prosince 2016. Útulek skončil kvůli původnímu provozovateli, který byl podezřelý pro zpronevěru. Policie však případ odložila. Útulek bude otevřen v polovině června 2017.

## Vánoční výzdoba
V roce 2019 byla pořízena nová vánoční výzdoba pro městské ulice, byla nasvětlena městská věž a ozdobeny stromy na náměstí. V listopadu roku 2020 bylo oznámeno, že letošní vánoční trhy se budou konat na Martinském náměstí, standardně se konají na Karlově náměstí. V roce 2020 byly rozšířeny ulice, které byly ozdobeny vánoční výzdobou a centrální vánoční výzdoba se z rekonstruovaného Karlova náměstí přesunula na Martinské náměstí. V listopadu roku 2020 bylo rozhodnuto, že tradiční vánoční a adventní akce se nebudou z důvodu pandemie onemocnění covid-19 konat. V roce 2021 byly připraveny nové prvky vánočního osvětlení. Nové prvky vánoční výzdoby byly pořízeny i v roce 2024, přibyl nově nápis Třebíč na Hrádku.